# Воронин, Павел Алексеевич
Павел Алексеевич Воронин (род. 9 марта 1991, Москва) ― российский программист, и топ-менеджер .

## Биография
Родился 9 марта 1991 года в городе Москва.
В 2007 году поступил и в 2012 году окончил механико-математический факультет МГУ им. Ломоносова.
Член наблюдательного совета Университета ИТМО . С сентября 2023 года  заведующий базовой кафедрой МТС на факультете компьютерных наук ВШЭ .
В 2016―2020 годах работал в авиахолдинге S7 Group, в котором основал и руководил центром ИТ-инноваций S7TechLab, занимал должности заместителя, а затем первого заместителя генерального директора группы S7 по информационным технологиям. Был председателем советов директоров компаний «С7 ИТ», «С7 техлаб».
В сентябре 2020 года Воронина назначили вице-президентом «Сбера». 
С июня 2021 года работает в МТС в должности первый вице-президент по технологиями , генеральный директор MTS Web Services (руководит более 10 тысяч ИТ-специалистов), решением совета директоров с 01 августа 2022 года включён в состав Правления МТС . В МТС руководит разработкой ключевых сервисов компании, таких как: цифровая платформа The Platform; платформа Ocean, обеспечивающая переход на Cloud Native архитектуру; платформа DataOps; генеративная сеть Software 2.0 и другими  и другими проектами   .
Павел Воронин основал крупнейшее в России ИТ-комьюнити True Tech (25 000+ участников). Инициатор проведения масштабных отраслевых мероприятий: ИТ-конференций True Tech Day, хакатонов True Tech Hack, всероссийских чемпионатов по программированию True Tech Champ, летнего кэмпа True Tech Camp. Павел вошёл в ТОП-100 ИТ-лидеров за 2025 год по версии Global CIO .